# 비중격 만곡증
비중격 만곡증(鼻中隔彎曲症, 영어: nasal septum deviation, deviated nasal septum, DNS)은 비강을 좌우로 나누는 연골인 비중격이 선천상 기형, 또는 외상에 의해 휘어짐으로서 나타나는 증상들을 통칭하는 말이다.

## 원인

### 출산으로 인한 기형
주로 제왕절개로 태어난 신생아에게 비중격 만곡이 발견되며, 자연분만 시에도 신생아의 코가 산도(産道)에 눌려 비중격 만곡이 발생할 수 있다. 모체의 자궁이 좁거나 태아가 우량아인 경우에는 출산 임박 시기에 자궁 내벽이 태아의 코를 눌러 비중격 만곡이 발생할 수도 있다.

### 외상으로 인한 기형
성장기 때의 경미한 외상이 비중격 만곡을 초래할 수도 있으며, 이 때 연골의 내부 장력에 의해 압력이 가해진 쪽으로 비중격 만곡이 발생한다. 폭행이나 충돌로 인한 직접적인 외상의 경우에는 코의 모양이 변형되는 증상을 동반하기도 한다.

### 다른 질병으로 인한 기형
비후성 비염이나 비용종, 비내 종양, 기타 이물질 등에 의해 장시간 비중격이 압박되면서 기형이 발생할 수도 있다.

## 증상
비중격 만곡증의 대표적인 증상은 코막힘이다. 대부분 만곡된 쪽의 콧구멍에서 코막힘 증상이 발생하기도 하나, 반대 편의 넓은 쪽에서 발생하는 경우도 있다. 코막힘 이외에도 후비루, 구호흡, 두중감, 기억력 감퇴, 주의 산만, 수면 장애, 수면 무호흡, 폐쇄성 비음, 감기와 같은 급성 비염이 발생할 수도 있다. 특히, 만곡된 비중격이 비강의 측벽을 눌러 자극하는 경우 주변의 지각 신경이 압박되어 두통이나 안면통 등의 통증이 수반되기도 한다. 만곡이 심하여 정상적인 점액의 이동이 방해 받거나, 비강 내 기류의 변화로 인해 점막이 화생되어 만성 비부비동염으로 이어질 수도 있다.

## 치료
비내 세척이나 비점막 수축제 복용의 간단한 치료법도 있으나, 이는 코막힘 증상을 일시적으로 억제하기 위한 임시방편의 조치이며, 완치를 위해서는 비중격의 만곡된 부분을 절개하여 비중격을 교정하는 비중격 성형술이 필요하다. 비중격교정술은 건강보험이 적용된다.